# Cordulecerus praecellens
Cordulecerus praecellens is een insect uit de familie van de vlinderhaften (Ascalaphidae), die tot de orde netvleugeligen (Neuroptera) behoort. 
Cordulecerus praecellens is voor het eerst wetenschappelijk beschreven door Gerstäcker in 1885.